# Pikkerbakken

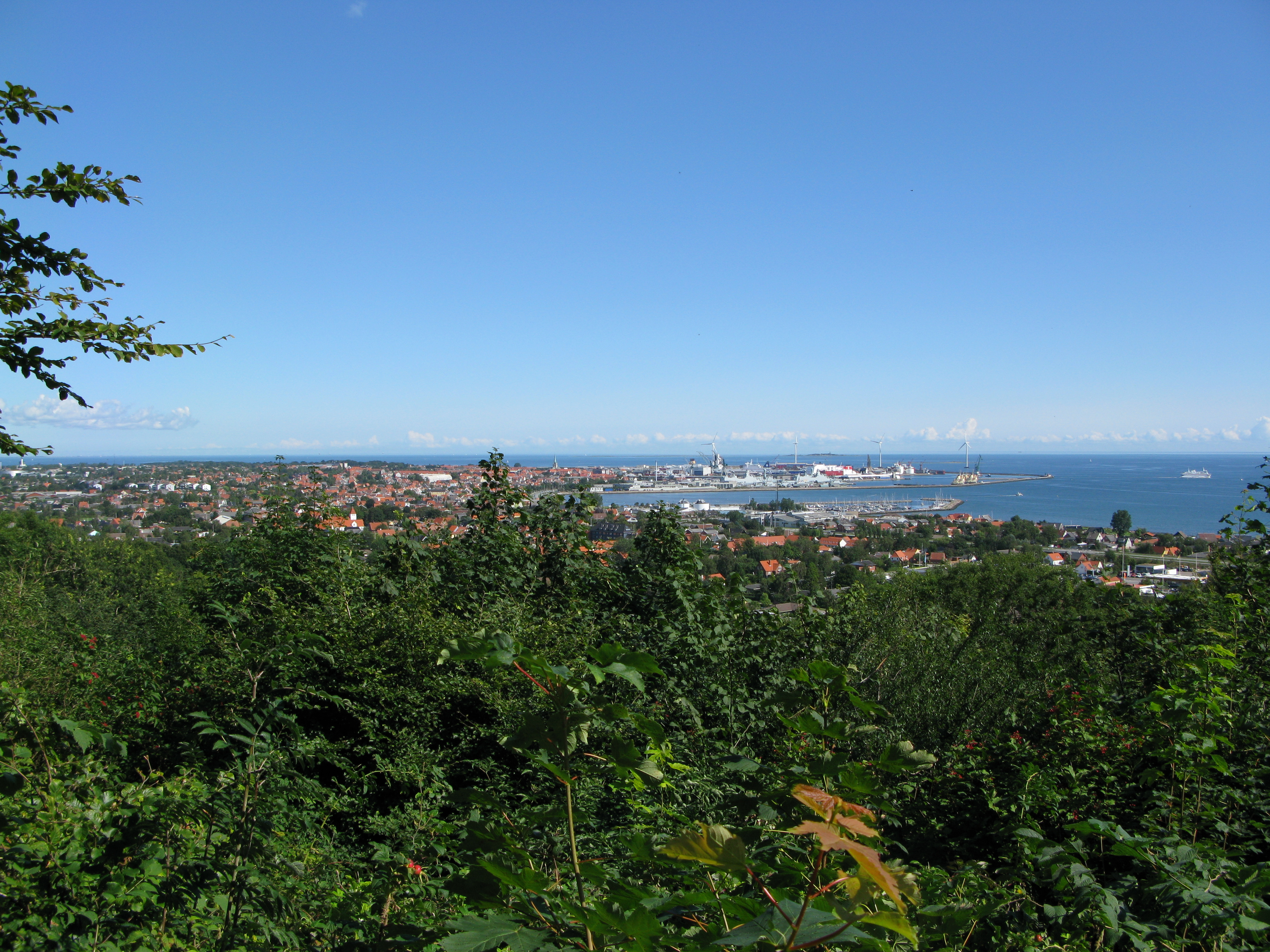
Blick vom Pikkerbakken über Frederikshavn

Der Pikkerbakken ist ein Hügel bei Frederikshavn. Er ist Teil eines etwa drei Kilometer langen Küstenabhangs an der Ostküste Jütlands, der während der Eiszeit von den Meeren Yoldia und Litorina gebildet wurde. Der Pikkerbakken erhebt sich 71 Meter über den Meeresspiegel und flacht unmittelbar südlich des Haldbjergs ab. Auf dem Pikkerbakken steht der Königsstein, auf dem die Unterschriften der Könige Friedrich VIII. und Friedrich IX. zu finden sind.
Das Seeüberwachungszentrum der dänischen Marine befindet sich am Fuße des Pikkerbakken.
Das Gelände des Pikkerbakken wurde der Gemeinde Frederikshavn 1909 vom Sparkassendirektor Elius Andersen, dem Konsul Ernst Jacobsen und dem Gemeindevorsteher Johannes Vogelius geschenkt.

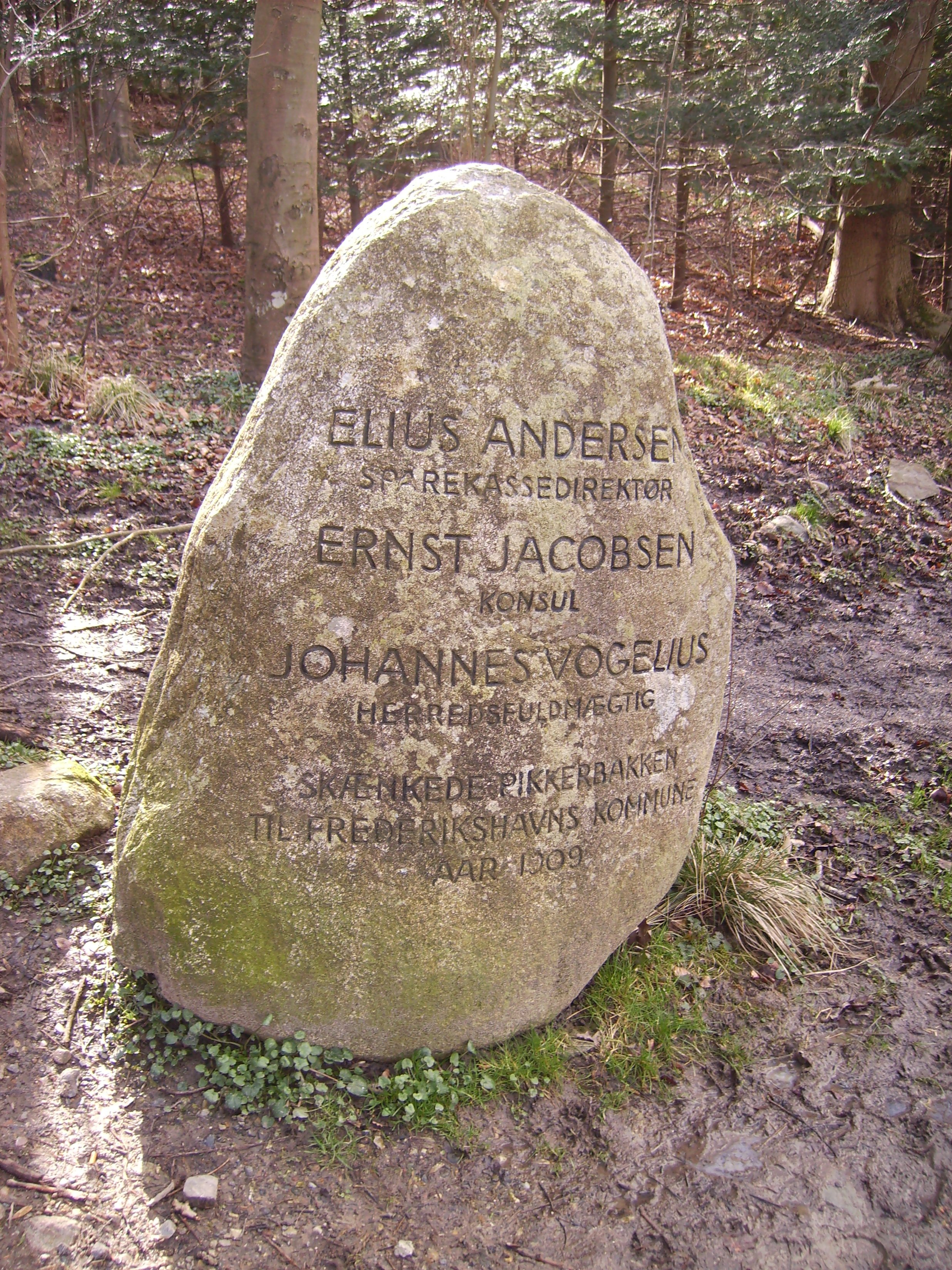
Der Gedenkstein auf der Anhöhe